# Myrne (rejon basztański)
Myrne (ukr. Мирне) – wieś na Ukrainie, w obwodzie mikołajowskim, w rejonie basztańskim, w hromadzie Snihuriwka. W 2001 liczyła 801 mieszkańców, spośród których 787 wskazało jako ojczysty język ukraiński, 11 rosyjski, a 3 ormiański.
W latach 1946-2024 miejscowość nosiła nazwę Perszotrawnewe (ukr. Першотравневе), a wcześniej – Ersztmajśk (ukr. Ерштмайськ).